# Ян Кирхоф
Ян Тилман Кирхоф (на немски: Jan Tilman Kirchhoff; роден на 1 октомври 1990 във Франкфурт на Майн, ФРГ) е германски футболист, играе като централен защитник и се състезава за Майнц 05. От сезон 2018/19 ще се състезава за 1. ФК Магдебург.

## Клубна кариера

### Майнц 05
След осем години в школата на Айнтрахт Франкфурт, Кирхоф се мести в отбора на Майнц 05. След една година престой в школата, Ян е преместен в първия отбор на Майнц.
Официалният си дебют за клуба прави на 2 ноември 2008 г. в мач от Втора Бундеслига срещу отбора на Рот Вайс Аален.

### Байерн Мюнхен
На 4 януари 2013 г. Кирхоф подписва предварителен договор с Байерн Мюнхен, който ще влезе в сила от сезон 2013/14. Кирхоф преминава като свободен агент.
Шалке 04 
Към края на 2013 година, Ян подписва договор за наем в Шалке. Той беше преотстъпен от Байерн Мюнхен до 30 юни 2015.

## Национален отбор
Кирхоф е част от националния отбор на Германия до 21 години. В миналото е представлявал формациите на Германия до 18 и до 19 години.